# YOUNG SK
YOUNG SK è il primo EP del rapper italiano SKT, pubblicato il 16 dicembre 2022.

## Tracce
Testi e musiche di SKT.
1. Calabritish – 1:25
2. Calabrian Boy Interlude / Charlie Sloth – 0:24
3. No DM – 1:51 (musica: Marco OnTheBeat)
4. YOUNG SK – 1:38
5. LONDON TO MILAN – 1:01
6. Tony Montana – 1:43 (musica: Marco OnTheBeat)

Durata totale: 8:02